# Tildă
Tilda este un semn de punctuație utilizat în diverse limbi, precum în spaniolă, estonă și portugheză.